# Lithopoma gibberosa
Lithopoma gibberosa är en snäckart som först beskrevs av Lewis Weston Dillwyn 1817.  Lithopoma gibberosa ingår i släktet Lithopoma och familjen turbinsnäckor. Inga underarter finns listade i Catalogue of Life.

## Bildgalleri

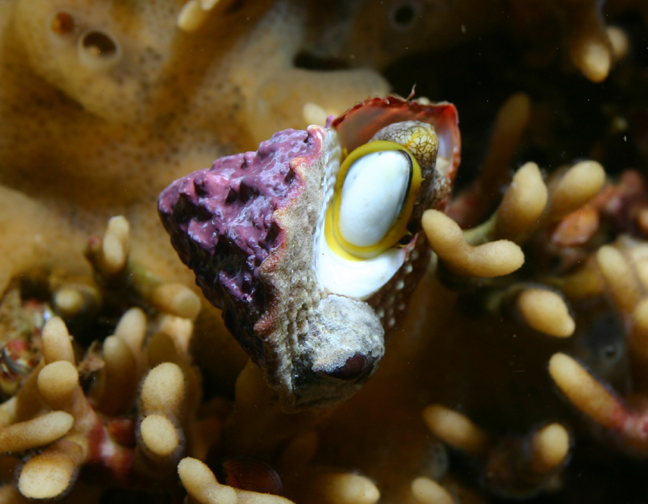
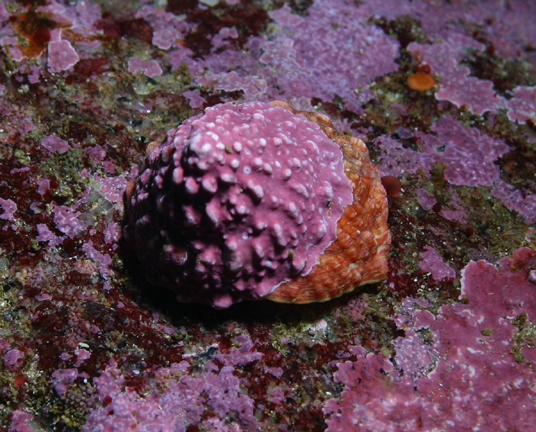
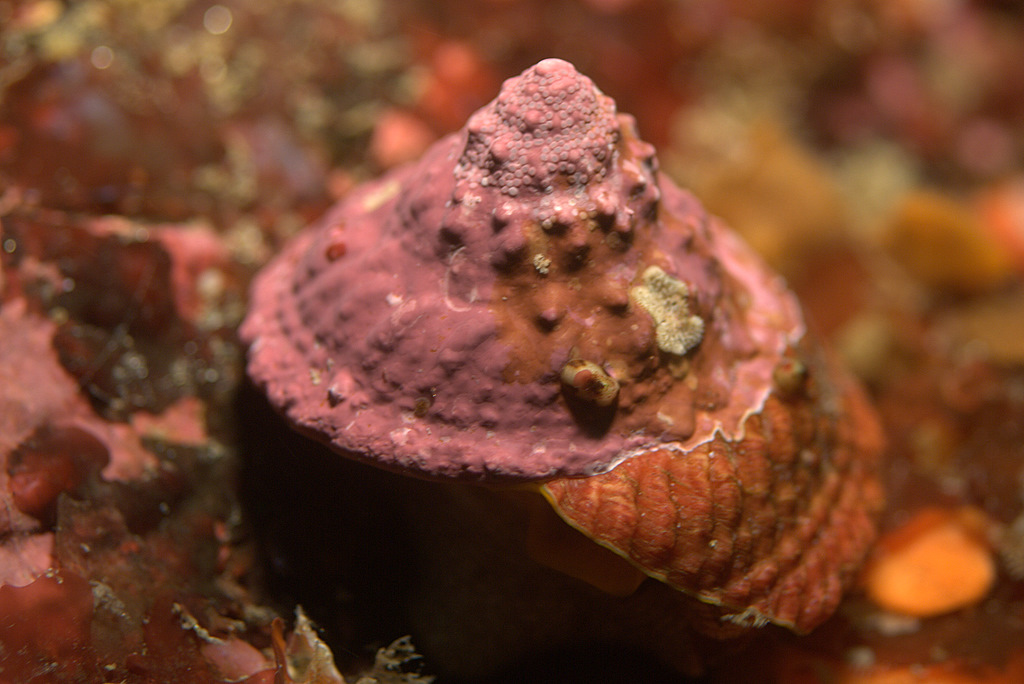